# Vitariánství
Vitariánství je výživový směr založený na přijímání výhradně tepelně neupravených potravin, někdy jen rostlinného původu, mezi něž patří zelenina, ovoce, ořechy, semena, naklíčené obilí a luštěniny. Může také zahrnovat i konzumaci syrového masa v kombinaci se sušenou stravou. Za vitariány se označují i lidé, kteří pijí mléko a mléčné výrobky převážně z kozího nebo ovčího mléka. Většinou jsou vitariáni ale zároveň vegani. V jídelníčku vitariána se také nenachází obiloviny a luštěniny, které se jedí pouze naklíčené (obiloviny hlavně kvůli vysokému obsahu lepku, luštěniny pak kvůli špatné stravitelnosti). Jako náhradu za obiloviny konzumují např. pohanku, která lepek neobsahuje. Často se vitariánsky stravují v teplém ročním období i nevitariáni.
Tvrzení[která?] zastánců vitariánství jsou však pseudovědecká.

## Raw food
Vitariáni pojídají tzv. živé jídlo (raw food), které neprošlo tepelnou úpravou nad 42-45 stupňů Celsia. Pojem raw food byl převzat z anglických výrazů raw [ró], v překladu „syrový“, a food [fúd] s doslovným překladem „jídlo“, volně také „strava“. V českém jazyce se označuje jako živá strava. Raw food vychází z myšlenky, že tepelně upravená strava výrazně ztrácí své výživové hodnoty. Za hraniční považuje teplotu cca 42°, nad kterou dochází ke zničení živin a důležitých enzymů. Vitariáni totiž tvrdí, že enzymy tvoří život a vařená strava se v raw food nazývá „mrtvá strava“. Za podklad nepřirozenosti tepelné úpravy pro člověka se používá argument, že ani ostatní živočichové tepelně neupravují svou potravu.
Důležité je také vhodné pořadí jídla pro správné trávení. Například ovoce by se nemělo kombinovat se zeleninou apod. Oblíbené jsou na živé stravě také různé koktejly, ve kterých se smíchá několik potravin – tzv. smoothies.
Zastánci raw stravy používají nejčastěji výkonné stolní mixéry, sušičky, food procesory, spiralizéry a samozřejmě lednice a mrazáky. Slouží především k tvorbě raw pochutin, například raw krekrů či sušenek.
Příkladem raw stravy obsahující i maso je paleolitická dieta.
Popularitu nabývá také raw strava pro domácí mazlíčky. Může však obsahovat nadlimitní množství infekčních bakterií.

## Rizika vitariánství
S vitariánstvím se pojí i určitá rizika, které při konzumaci tepelně upravené stravy nevznikají. Jedná se především o toxiny, které potraviny běžně obsahují, a při tepelné úpravě se tyto toxiny odstraní. Dále je to delší trávení zeleniny, které se prodlužuje až 2x oproti stravě, která je tepelně upravená. S tím souvisí nutriční deficit, který dlouhodobou konzumací syrové stravy může vzniknout. 